# Санта-Барбара (Чилі)
Санта-Барбара (ісп. Santa Bárbara) — місто в Чилі. Адміністративний центр однойменної комуни. Населення - 6838 осіб (2002). Місто і комуна входить до складу провінції Біобіо та регіону Біобіо.
Територія комуни – 1254,9 км². Чисельність населення - 14 271 осіб (2007). Щільність населення - 11,37 чол./км².

## Розташування
Місто розташоване за 131 км на південний схід від адміністративного центру області — міста Консепсьйон та за 37 км на південний схід від адміністративного центру провінції — міста Лос-Анхелес.
Комуна межує:
- на півночі - з комуною Кільєко
- на північному сході - з комуною Антуко
- на південному сході - з комуною Альто-Біобіо
- на південному заході - з комуною Кілако
- на заході - з комуною Лос-Анхелес

## Демографія
Згідно з даними, зібраними в ході перепису Національним інститутом статистики, населення комуни становить 14 271 особу, з яких 7245 чоловіків та 7026 жінок.
Населення комуни становить 0,72% від загальної чисельності населення області Біобіо. 45,65% належить до сільського населення та 54,35% - міське населення.